# باتي هاريسون
باتي هاريسون هي ممثلة وكوميدية أمريكية ولدت في 31 أكتوبر 1990.